# 萨拉·琼斯
萨拉·琼斯（英語：Sarah Jones，1990年6月25日—），威尔士女子曲棍球运动员。她曾代表英国国家队参加2020年夏季奥林匹克运动会曲棍球比赛，获得一枚铜牌。她也曾参加2014年、2018年和2022年英联邦运动会。